# Alfred Hessel
Alfred Hessel (* 7. Juni 1877 in Stettin; † 18. Mai 1939 in Göttingen) war ein deutscher Historiker und Bibliothekar.

## Leben und Werk
Der Sohn eines jüdischen Kaufmanns und Bankiers sowie Bruder des Schriftstellers Franz Hessel studierte nach dem Abitur am Joachimsthalschen Gymnasium in Berlin ab 1895 Geschichte, Philosophie und Volkswirtschaft in Heidelberg, München und Berlin, wo er 1899 promoviert wurde. In den folgenden Jahren war Hessel freier Mitarbeiter Paul Fridolin Kehrs bei der Erforschung der mittelalterlichen Papsturkunden. Von 1901 bis 1908 arbeitete er in Straßburg als Mitarbeiter Harry Bresslaus an der Herausgabe der Urkunden Konrads II. für die Monumenta Germaniae Historica mit. Als weiteres Ergebnis seiner Forschungen in italienischen Bibliotheken und Archiven veröffentlichte er 1910 eine Geschichte Bolognas im 12. und 13. Jahrhundert, mit der er sich 1914 an der Universität Straßburg für Mittlere und Neuere Geschichte habilitierte. Von 1909 bis zum Beginn des Ersten Weltkriegs bearbeitete Hessel im Auftrag der Historischen Kommission des Elsass einen Regestenband der Straßburger Bischöfe.
Von 1914 bis 1918 war Hessel Soldat, zunächst als freiwilliger Krankenpfleger, zuletzt im Kunstschutz im besetzten Oberitalien. Da er nicht in das an Frankreich gefallene Straßburg zurückkehren konnte, habilitierte er sich an die Universität Göttingen um, wo er ab 1919 als Privatdozent lehrte, seit 1922 mit dem Titel „Außerordentlicher Professor“. War Hessel vor dem Krieg aufgrund des väterlichen Erbes wirtschaftlich unabhängig gewesen, war er nun auf ein regelmäßiges Einkommen angewiesen. Weil eine besoldete Professur an der Universität nicht erreichbar war, erhielt er auf Anregung Karl Brandis ab 1922 eine Stelle als Bibliothekar in der Handschriftenabteilung der Universitätsbibliothek Göttingen. Hessel war zugleich seit 1924 Mitdirektor des Diplomatischen Apparats, einer paläographischen Lehrsammlung, und ordnete die Archive der Göttinger Akademie der Wissenschaften und der Universitätsbibliothek. 1926 wurde er zudem Honorarprofessor an der Philosophischen Fakultät, 1928 Mitherausgeber des von Karl Brandi gegründeten Archivs für Urkundenforschung. Er war auf den Gebieten Paläographie, mittelalterliche Geschichte und Bibliotheksgeschichte wissenschaftlich tätig.
Aufgrund seiner jüdischen Abstammung wurde Hessel 1935 von seinen Lehrverpflichtungen entbunden und als Bibliothekar zwangsweise in den Ruhestand versetzt. Auch die Herausgeberschaft des Archivs für Urkundenforschung musste er aufgeben und durfte seit 1938 keine Bibliotheken mehr benutzen. Die zum 200-jährigen Jubiläum 1937 erschienene Geschichte der Göttinger Universitätsbibliothek, deren Herausgeber Hessel sein sollte und deren Text er zum großen Teil verfasst hatte, erschien ohne Nennung seines Namens. Ende 1938 scheint Hessel den Entschluss zur Emigration aus Deutschland gefasst zu haben und nahm Kontakte nach Großbritannien auf, die aber bis zu seinem Tod am 18. Mai 1939 zu keinem Ergebnis führten. Obwohl seit 1895 evangelisch, wurde Hessel auf dem jüdischen Friedhof in Göttingen beigesetzt. Sein wissenschaftlicher Nachlass, den er seiner Hausdame vererbte, ging verloren.
Alfred Hessel ist der Onkel väterlicherseits von Stéphane Hessel. Er selbst heiratete 1916 Johanna Grund, genannt „Bobann“, die Schwester von Helen, der Frau seines Bruders Franz. Die Ehe, eine typische „Kriegsehe“, bestand bald nur noch auf dem Papier. Dennoch verband beide eine lebenslange Freundschaft.
Zum Gedenken an Alfred Hessel wurde 2012 im Historischen Gebäude der Niedersächsischen Staats- und Universitätsbibliothek Göttingen der Alfred-Hessel-Saal eingeweiht.

## Schriften
- „De regno Italiae libri viginti“ von Carlo Sigonio. Eine quellenkritische Untersuchung. Ebering, Berlin 1900.
- Die Urkunden Konrads II. Mit Nachträgen zu den Urkunden Heinrichs II. Unter Mitwirkung von H. Wibel und A. Hessel hrsg. von H. Bresslau. Hahn, Hannover 1909 (Monumenta Germaniae Historica, Diplomata regum et imperatorum Germaniae, 4).
- Geschichte der Stadt Bologna von 1116 bis 1280. Ebering, Berlin 1910.
Italienische Übersetzung: Storia della città di Bologna dal 1116 al 1280. Alfa, Bologna 1975.
- Elsässische Urkunden, vornehmlich des 13. Jahrhunderts Trübner, Straßburg 1915.
- Leibniz und die Anfänge der Göttinger Bibliothek. Pillai, Göttingen 1924.
- Geschichte der Bibliotheken. Ein Überblick von ihren Anfängen bis zur Gegenwart. Peliens, Göttingen 1925.
Englische Übersetzung: A History of libraries. Scarecrow Press, New Brunswick 1955. Neubearbeitung von Don Heinrich Tolzmann: The memory of man. The story of libraries since the dawn of time. Oak Knoll Press, New Castle, Del. 2001.
Hebräische Übersetzung 1962. Serbokroatische Übersetzung 1977.
- (Mit Manfred Krebs): Regesten der Bischöfe von Strassburg. Wagner, Innsbruck 1928.
- Jahrbücher des Deutschen Reichs unter König Albrecht I. von Habsburg. Duncker & Humblot, München 1931.
- Die Schrift der Reichskanzlei seit dem Interregnum und die Entstehung der Fraktur. Vandenhoeck & Ruprecht, Göttingen 1937 (Nachrichten von der Gesellschaft der Wissenschaften zu Göttingen, Philologisch-Historische Klasse, Fachgruppe 2, Mittlere und Neuere Geschichte, N.F. 2,3, S. 44–59).
- Geschichte der Göttinger Universitäts-Bibliothek. Vandenhoeck & Ruprecht, Göttingen 1937 (Verfasser von S. 9–189, ohne Autorennennung).